# Oki-ya
Oki-ya (jap. 置き屋 lub 置屋 oki-ya) – dom gejsz, miejsce zamieszkania maiko lub gejsz. 
Pierwszym krokiem kobiety, która chce zostać gejszą, jest akceptacja w oki-ya. Właścicielka domu gejsz, o-kā-san (jap. „matka”), opłaca utrzymanie i szkolenie swoich podopiecznych. Gejsze oddają część swoich zarobków na poczet utrzymania domu i innych mieszkańców niebędących gejszami.
Oki-ya nie jest miejscem pracy gejsz. Pracują one w herbaciarniach zwanych o-cha-ya. Gdy gejsza spłaci swoje finansowe zobowiązania wobec oki-ya, powstałe, gdy była maiko, zazwyczaj wybiera niezależne miejsce zamieszkania. 
Dom gejsz to przykład struktury o charakterze matriarchalnym, w którym nie ma miejsca dla mężczyzn. Jeśli gejsza ma stałego partnera, musi wyprowadzić się z oki-ya. O-kā-san może zaadoptować gejszę. Zyskuje ona wówczas przywilej stałej rezydentki domu. Jej długi wobec oki-ya zostają anulowane, ale jednocześnie całość jej dochodów przechodzi na utrzymanie domu.
Oki-ya może być zamieszkane przez kilka gejsz i maiko.